# Kiso-Brücke (Narai)
Die Kiso-Brücke (japanisch 木曽の大橋, Kiso no ōhashi) ist eine Fußgängerbrücke in dem kleinen Ort Narai (japanisch 奈良井) in der Stadt Shiojiri in der Präfektur Nagano auf der japanischen Hauptinsel Honshū.
Narai ist ein kleiner touristisch geprägter Ort, der im langen Tal des gleichnamigen Flusses überwiegend an dessen linker Seite an der Eisenbahnstrecke der Chūō-Hauptlinie liegt. Auf der anderen Seite führt die Nationalstraße 19 dicht am Hang entlang. Die Kiso-Brücke verbindet einen Parkplatz an der Nationalstraße mit einer Grünanlage auf der anderen Seite des Flusses, von der man zu dem Rastplatz mit großem Parkplatz, einem Café und der Bushaltestelle und durch eine Unterführung zum Bahnhof gelangt.
Die hölzerne Bogenbrücke ist 33 m lang (45 m zusammen mit den steinernen Eingangsstufen) und 6,5 m breit und damit einer der größten pfeilerlosen Holzbrücken Japans. Ihr hoher Bogen aus einer örtlich vorkommenden Zypressen-Art besteht nach dem Vorbild der Kintai-Brücke in Iwakuni aus sechs Rippen und zahlreichen Quer- und Schrägstreben, die aus einer Vielzahl einzelner Hölzer zusammengesetzt wurden. Sie wurde 1991 von der Firma Ikomoku errichtet.
Der Bogen wird von Anfang April bis Anfang November in den Abendstunden (nach Sonnenuntergang bis ca. 21:00 Uhr) beleuchtet.